# Nhandeara
Nhandeara é um município brasileiro do estado de São Paulo, localizada a 508 km da cidade de São Paulo. Tem uma população de 10.725 habitantes (IBGE/2010). O município é formado pela sede e pelo distrito de Ida Iolanda.

## História
O povoamento na região entre os rios Tietê e São José dos Dourados iniciou-se por volta de 1890, quando os primeiros habitantes desbravaram as matas para implantação da agricultura e criação de gado. A primeira família a radicar-se na região foi a família Silveira, (Antônio Alves da Silveira, Isabel Cândida da Conceição e filhos), que aqui chegou através dos atuais municípios de Tanabi e Cosmorama.
Joaquim Fernandes de Melo chegou no começo de 1926, procedente de Bebedouro. Reunindo-se com vizinhos e amigos, resolveu fundar uma povoação, erguendo um cruzeiro e construindo uma capela em terreno doado por ele ao Patrimônio, ao qual deu o nome de São João do Paraíso, no dia 24 de junho de 1928.
Joaquim Salviano, como também era conhecido Joaquim Fernandes de Melo (considerado o fundador em 1928), loteou a área em torno do cruzeiro e capela, atraindo novos moradores para o povoado, que logo se desenvolveu.
A primitiva denominação passou a São João de Nhandejara e depois para Nhandeara simplesmente, que do tupi, yandê-jara, segundo Teodoro Fernandes Sampaio, significa "Nosso Senhor", mantendo-se assim o sentido dado pelos fundadores. Foi elevado a município em 30 de novembro de 1944, desmembrando-se de Monte Aprazível. Finalmente, o município foi instalado em 1 de janeiro de 1945, sendo nomeado para prefeito Adherbal Villalva Ribeiro, que era  médico da cidade.[carece de fontes?]

## Geografia
O município tem uma área de 435,8 km².Está localizado na região noroeste do estado de São Paulo.

### Hidrografia
- Rio São José dos Dourados
- Ribeirão Ponte Nova

### Rodovias
- SP-310 - Rodovia Feliciano Salles Cunha
- SP-461 - Rodovia Péricles Bellini

## Demografia

### População
| Crescimento populacional                             | Crescimento populacional | Crescimento populacional | Crescimento populacional |
| Ano                                                  | População Total          |                          | %±                       |
| ---------------------------------------------------- | ------------------------ | ------------------------ | ------------------------ |
| 1950                                                 | 22 736                   |                          | —                        |
| 1958                                                 | 9 906                    |                          | −56,4%                   |
| 1960                                                 | 11 309                   |                          | 14,2%                    |
| 1970                                                 | 10 996                   |                          | −2,8%                    |
| 1980                                                 | 10 223                   |                          | −7,0%                    |
| 1991                                                 | 10 343                   |                          | 1,2%                     |
| 2000                                                 | 10 194                   |                          | −1,4%                    |
| 2010                                                 | 10 725                   |                          | 5,2%                     |
| 2022                                                 | 9 852                    |                          | −8,1%                    |
| Fontes: Censos Demográficos IBGE e Estimativas SEADE |                          |                          |                          |

### Dados demográficos
Dados do Censo - 2010 
- População total: 10.725
- Urbana: 8.688
- Urbana na sede do município: 7.727
- Rural: 2.037
- Homens: 5.281
- Mulheres: 5.444
- Densidade demográfica (hab./km²): 24,61

Taxa de alfabetização: 92,7% 

## Infraestrutura
[carece de fontes?]
- Estabelecimentos de ensino pré-escolar: 03
- Estabelecimentos de ensino fundamental: 06
- Estabelecimentos de ensino médio: 03
- Hospitais: 01
- Agências bancárias: 04

### Comunicações
O sistema de telefones automáticos foi inaugurado na cidade pela Companhia de Telecomunicações do Estado de São Paulo (COTESP) em 1974. Já o sistema de discagem direta à distância (DDD) foi implantado em 1977 pela Telecomunicações de São Paulo (TELESP), com o código de área (0174).
Na década de 90 o código DDD da cidade foi alterado para (017), para padronização do sistema telefônico com a telefonia celular que estava sendo implantada em todo o estado.

## Administração
- Prefeito: José Adalto Borini (2017/2020)

Esta é a lista de prefeitos do município de Nhandeara
| N.º | Nome                       | Início do mandato      | Fim do mandato         | Vice-prefeito           | Nota |
| --- | -------------------------- | ---------------------- | ---------------------- | ----------------------- | --- |
| 01  | Adherbal Villalva Ribeiro  | 1 de janeiro de 1945   | 13 de agosto de 1945   |                         | Prefeito pela primeira vez. |
| -   | Oscar Cassiano da Silveira | 14 de agosto de 1945   | 3 de novembro de 1945  |                         | Assumiu o cargo temporariamente. |
| -   | Francisco Laurito          | 4 de novembro de 1945  | 2 de janeiro de 1946   |                         | Assumiu o cargo temporariamente. |
| -   | Adherbal Villalva Ribeiro  | 3 de janeiro de 1946   | 1 de março de 1946     |                         | Prefeito pela segunda vez. |
| -   | Mário Aléssio Ferrarini    | 2 de março de 1946     | 28 de março de 1946    |                         | Assumiu o cargo temporariamente. |
| -   | Adherbal Villalva Ribeiro  | 29 de março de 1946    | 28 de junho de 1946    |                         | Prefeito pela terceira vez. |
| -   | Serafim Magrini            | 29 de junho de 1946    | 19 de julho de 1946    |                         | Assumiu o cargo temporariamente. |
| -   | Adherbal Villalva Ribeiro  | 20 de julho de 1946    | 28 de abril de 1947    |                         | Prefeito pela quarta vez. |
| -   | Dorival Costa              | 29 de abril de 1947    | 31 de dezembro de 1947 |                         | Assumiu o cargo temporariamente para concluir o mandato iniciado pelo titular.                                                                                                  |
| 02  | Pedro Borges da Silva      | 1 de janeiro de 1948   | 31 de dezembro de 1951 |                         | |
| 03  | Pedro Pedrosa              | 1 de janeiro de 1952   | 31 de dezembro de 1955 |                         | |
| 04  | Carlos Soubhia             | 1 de janeiro de 1956   | 31 de dezembro de 1959 |                         | |
| 05  | Mauro Abbas Casseb         | 1 de janeiro de 1960   | 24 de outubro de 1961  |                         | |
| -   | Antonio Bento de Oliveira  | 25 de outubro de 1961  | 20 de maio de 1962     |                         | Assumiu o cargo temporariamente. |
| -   | Mauro Abbas Casseb         | 21 de maio de 1962     | 31 de dezembro de 1963 |                         | Titular que retornou ao cargo para concluir o mandato regular. |
| 06  | Antonio Belchior da Silva  | 1 de janeiro de 1964   | 31 de janeiro de 1969  |                         | |
| 07  | Octaviano Cardoso Filho    | 1 de fevereiro de 1969 | 31 de janeiro de 1973  |                         | |
| 08  | Adilson Carlos dos Reis    | 1 de fevereiro de 1973 | 31 de janeiro de 1977  |                         | |
| 09  | Octaviano Cardoso Filho    | 1 de fevereiro de 1977 | 17 de novembro de 1980 |                         | |
| 10  | Antônio Rocco              | 18 de novembro de 1980 | 31 de janeiro de 1983  |                         | Assumiu o cargo para concluir o mandato iniciado pelo titular. |
| 11  | Antonio Belchior da Silva  | 1 de fevereiro de 1983 | 31 de dezembro de 1988 |                         | Eleito em novembro de 1982. |
| 12  | Juraci Alves Domingues     | 1 de janeiro de 1989   | 31 de dezembro de 1993 |                         | Eleito em novembro de 1988. |
| 13  | Carlos Soubhia             | 1 de janeiro de 1993   | 31 de dezembro de 1996 |                         | Eleito em outubro de 1992. |
| 14  | Oédina Ap. Silva Colósio   | 1 de janeiro de 1997   | 30 de julho de 1998    |                         | Eleita em outubro de 1996. |
| 15  | Nilson Antonio da Silveira | 31 de julho de 1998    | 31 de dezembro de 2000 |                         | Assumiu o cargo para concluir o mandato iniciado pela titular. |
| -   | Nilson Antonio da Silveira | 1 de janeiro de 2001   | 31 de dezembro de 2004 |                         | Reeleito em 2000. |
| 16  | Nelson Magalhães Neves     | 1 de janeiro de 2005   | 31 de dezembro de 2008 |                         | Eleito em outubro de 2004. |
| 17  | Ozinio Odilon da Silveira  | 1 de janeiro de 2009   | 31 de dezembro de 2012 |                         | Eleito em outubro de 2008. |
| -   | Ozinio Odilon da Silveira  | 1 de janeiro de 2013   | 31 de dezembro de 2016 |                         | Reeleito em outubro de 2012. |
| 18  | José Adalto Borini (SD)    | 1 de janeiro de 2017   | 31 de dezembro de 2020 | Indalécio Roberto Zocal | Eleito em outubro de 2016. |
| -   | José Adalto Borini (SD)    | 1 de janeiro de 2021   | presente.              |                         | Reeleito em novembro de 2020, devido a Emenda Constitucional nº 107, de 2 de julho 2020, que alterou a data das eleições municipais em razão da pandemia de COVID-19 no Brasil. |

## Filhos ilustres
- Doriva - ex-jogador e treinador de futebol
- Marlei Cevada - atriz e humorista

## Religião
O Cristianismo se faz presente na cidade da seguinte forma:

### Igreja Católica
- A igreja faz parte da Diocese de Votuporanga.[25]

### Igrejas Evangélicas
- Assembleia de Deus Ministério do Belém.[26][27]
- Congregação Cristã no Brasil.[28]